# Hallagylet (Jämshögs socken, Blekinge)
Hallagylet är en sjö i Olofströms kommun i Blekinge och ingår i Skräbeåns huvudavrinningsområde.